# 김태년 (1965년)
김태년(金太年, 1963년 3월 20일~)은 대한민국의 정치인이며, 제17·19·20·21·22대 국회의원이다. 더불어민주당 원내대표(2020. 5.~2021. 4.)를 지냈다. 본관은 광산이다.

## 생애
순천시 출신으로, 성남미래준비위원회 대표로 활동했다.
1995년 김태년은 공직선거및선거부정방지법 죄로 기소되었다.
1996년 1월 4일 서울지방검찰청은 김태년을 국가보안법위반 등의 죄로 기소했다. 본래 1995년 11월 15일 간첩 김동식으로부터 무전기를 받은 혐의를 받았으나 조사 후 변경되었다.
1996년 8월 6일 서울지방법원 형사합의23부는 김태년에게 징역 1년, 집행유예 2년을 선고했다.

### 17대 총선
17대 총선을 앞두고 성남지역 최초로 열린 국민경선을 통해 김태년 후보는 총 1083명의 선거인단 중 511명이 참여한 투표결과(투표율 47.28%) 263표를 얻어 2위인 김재갑 후보(207표)를 누르고 국회의원 후보로 선출됐다. 총선레이스 도중 열린우리당 김태년 후보는 단식에 돌입하기도 했다. 17대 총선의 결과는 열린우리당의 김태년후보가 47,478표(43.9%)를 얻어 당선이 확정됐으며, 그 뒤를 이어 김을동(한나라당) 32,665표(30.2%)로 나타났다. 4.15총선 최연소(40세) 당선자 김태년 국회의원은 당선소감과 인터뷰를 했다.

### 18대 총선
17대 총선 때 성남수정 지역구에서 당선되어 국회의원으로 활동하였으나, 18대 총선 때는 2만9천962표와 2만9천833표로써 129표차로 신영수 국회의원에게 패배하였다.

### 19대 총선
19대 총선에서는 총 51,142(54.76%)표를 득표해 새누리당 신영수 후보(37,569표, 40.23%)를 13,573표라는 압도적인 표차로 누르고 당선되었다. 당선자 신분으로 비대위원에 선임되어 당대표 선출을 위한 임시지도부 활동을 하였고, 이해찬 당대표 선출 이후에는 당대표 비서실장으로 임명되었다.

## 경력
- 2004. 5~2008. 5 제17대 국회의원(경기 성남시 수정구, 열린우리당→대통합민주신당→통합민주당, 초선)[13]
- 대한민국 디자인 명예대사[14]
- 국회 한.미 FTA 특별위원회 위원[15]
- 국회 산업자원위원회 위원
- 국회 예결산특별위원회 위원
- 국회 정무위원회 위원
- 국회운영위원회 위원
- 민주당 정책위원회 부의장
- 경희대학교 총학생회장[16]
- 한국청년단체협의회 상임운영위원
- 한국청년연합회(kyc)성남지부 지방자치센터 소장
- 한국청년연합회(kyc)성남지부 대표.[17]
- 사단법인 정보화 시민연대 이사
- 개혁국민정당 성남추진위원회 실행위원장
- 16대 대선 성남국민참여운동본부 공동본부장
- 사단법인 디딤돌 부이사장
- 성남청년단체연합 의장
- 범민족대회 성남준비위원회 사무처장
- 성남미래 준비위원회 위원장
- 성남청년광장 회장
- 자원봉사단체 나눔과 미래 대표
- 사단법인 한국참사랑복지회 이사
- 개혁국민정당 전국운영위원장.[18]
- 개혁국민정당 경기도 지부 성남시 수정구 지구당위원장
- 개혁국민정당 성남 1공단 공원화 추진위원회 위원장
- 열린우리당 중앙위원
- 열린우리당 원내부대표.[19]
- 국가 균형발전위원회 자문위원
- 지방분권 전국연대 운영위원
- 남북경협살리기 국민운동본부 공동대표
- 시민주권 모임 사무총장[20]
- 민주당 경기도당 성남시 수정구 지역위원회 위원장
- 민주당 경기도당 공직선거후보자추천심사위원회 심사위원[21]
- 민주당 김진표 경기도지사 후보 경선대책위원회 총괄본부장[22]
- 2012. 5~2016. 5: 제19대 국회의원(경기 성남시 수정구, 민주통합당→민주당→새정치민주연합→더불어민주당, 재선)
- 민주통합당 경기도당 위원장
- 민주통합당 경기도당 성남시 수정구 지역위원회 위원장
- 국회 교육문화체육관광위원회 간사
- 국회 예산결산특별위원회 간사
- 국회 정치개혁특별위원회 간사
- 국회 정치쇄신특별위원회 간사
- 민주당 경기도당 위원장
- 민주당 경기도당 성남시 수정구 지역위원회 위원장
- 새정치민주연합 경기도당 위원장
- 새정치민주연합 제5정책조정위원장
- 새정치민주연합 교육특별위원회 위원장
- 더불어민주당 경기도당 성남시 수정구 지역위원회 위원장
- 2016. 5~2020. 5: 제20대 국회의원(경기 성남시 수정구, 더불어민주당, 3선)
- 국회 기획재정위원회 위원
- 더불어민주당 정책위원회 의장
- 더불어민주당 중소기업 특별위원회 위원장[23]
- 더불어민주당 경기도당 교육연수 위원장[24]
- ‘수구언론 공작분쇄’ 공대위 위원[25]
- 고도제한문제 완전해결을 위한 민주당 성남시 대책위원회 상임대표[26]
- 동북아평화경제협회 이사
- 동북아연구소 소장
- 더 좋은 민주주의 연구소 정책위원장[27]
- 국정기획자문위원회 부위원장
- 2020. 5~2024. 5: 제21대 국회의원(경기 성남시 수정구, 더불어민주당, 4선)
- 더불어민주당 원내대표
- 국회운영위원회 위원장
- 국회 정치개혁특별위원회 위원장
- 더불어민주당 당대표 권한대행
- 민주연구원 이사장
- 국회 기획재정위원회 위원
- 국회 정보위원회 위원
- 2024. 5~: 제22대 국회의원(경기 성남시 수정구, 더불어민주당, 5선)
- 국회 기획재정위원회 위원
- 2024. 6~: 더민주전국혁신회의 위원

### 현재
- 더불어민주당 경기도당 성남시 수정구 지역위원회 위원장[28]
- 성남미래포럼 상임고문[29]
- 사람사는 세상 노무현재단 기획위원[30]
- 더불어민주당 민생위기대책위원회 위원장
- 더민주전국혁신회의 위원
- 한-남아시아 의회외교포럼 회장
- 더불어민주당 국가균형성장특별위원회 위원장(2025년 8월~)

## 범죄전력

### 일몰 후 옥외집회
1993년 12월 11일 경기도 성남에서 옥외집회 '쌀수입개방 반대집회'
를 한 김태년은 당초 신고한 집회 일시의 범위를 일탈하여 신고 시간보다 35분을 넘긴 상태로 집회를 마쳐 일몰시간 후 옥외집회를 하였다(집회및시위에관한법률위반).
1994년 3월 19일 김태년은 일몰시간 후 옥외집회를 하였다(집회및시위에관한법률위반).
1996년 8월 6일 집회및시위에관한법률위반 죄로 벌금 120만원을 선고받았다.
1997년 2월 18일 서울고등법원은 항소를 기각하여 김태년의 집회및시위에관한법률위반 원심 판결을 유지하였다.
1997년 6월 13일 대법원은 상고를 기각해 김태년의 집회및시위에관한법률위반 제1심판결을 확정했다.
1999년 2월 25일 특별사면복권되었다.

### 성남시장 선거 관련 금품수수·이적표현물 소지
김태년은 1995년 6월 27일 실시된 경기도 성남시장 선거에 후보자로 출마한 A의 선거를 위한 기초조사 등을 하여 주는 과정에서 정식 용역대금 이외의 금원을 교부받고, A의 선거운동을 돕고 있는 한숙자로부터 식사를 제공받았다. 이로써 김태년은 A로부터 성남시장 선거에 관한 기부를 받았다(공직선거및선거부정방지법위반).
김태년은 반국가단체인 북한(조선민주주의인민공화국) 공산집단의 활동을 찬양·고무·선전·동조하여 국가의 존립·안전이나 자유민주주의적 기본질서를 위협하는 내용이 담겨 있는 서적 등 표현물을 취득·소지하였다. 김태년은 위 서적등 표현물이 이적성을 담고 있는 인지하면서도 이를 취득 및 소지하였고, 학생운동을 같이하던 친구들이 수사기관에 연행되었다는 소식을 듣고 1995년 11월 15일 자택에서 <민족과 철학> 등 표현물을 서둘러 소각하였다(국가보안법위반).
1997년 2월 18일 서울고등법원은 김태년에게 국가보안법위반(기타), 공직선거및선거부정방지법위반 죄로 징역 1년 6월, 집행유예 3년을 선고하고 보호관찰을 받을 것을 명하였다.
1997년 6월 13일 대법원은 상고를 기각해 원심판결을 확정했다.
1999년 2월 25일 특별사면복권되었다.

## 학력
- 중앙국민학교 (졸업)
- 순천이수중학교 (졸업)
- 순천고등학교 (졸업)
- 경희대학교 (행정학과 / 학사)
- 경희대학교 행정대학원 (행정학 / 석사)

## 역대 선거 결과
|  | 43.94% |

|  | 38.54% |

|  | 54.76% |

|  | 44.57% |

|  | 60.31% |

|  | 58.41% |

## 소속 정당
| 소속 정당 | 소속 정당      | 소속 기간 | 비고           |
| --------- | -------------- | --------- | -------------- |
|           | 개혁국민정당   | 2002~2003 | 창당 정계 입문 |
|           | 무소속         | 2003      | 탈당           |
|           | 열린우리당     | 2003~2007 | 창당           |
|           | 대통합민주신당 | 2007~2008 | 합당           |
|           | 통합민주당     | 2008      | 합당           |
|           | 민주당         | 2008~2010 | 당명 변경      |
|           | 무소속         | 2010      | 탈당           |
|           | 국민참여당     | 2010~2011 | 창당           |
|           | 무소속         | 2011      | 탈당           |
|           | 시민통합당     | 2011      | 창당           |
|           | 민주통합당     | 2011~2013 | 합당           |
|           | 민주당         | 2013~2014 | 당명 변경      |
|           | 새정치민주연합 | 2014~2015 | 합당           |
|           | 더불어민주당   | 2015~현재 | 당명 변경      |

## 같이 보기
- 성남시 수정구 (선거구)
- 성남시 수정구의 국회의원
- 성남시의 국회의원